# Time-Line
Time-Line es el undécimo álbum de la banda de rock progresivo británica Renaissance, lanzado en 1983.
Tal como había comenzado con su anterior álbum Camera Camera, la banda se termina alejando bastante de su característico sonido de rock sinfónico, con una propuesta musical de pop rock y new wave. El disco fue un fracaso comercial y recibió las peores críticas en la trayectoria del grupo.
Betty Thatcher ya no participa escribiendo las letras de las canciones, las cuales fueron escritas ahora por el bajista Jon Camp. 

## Lista de canciones
1. "Flight" (4:09) 
2. "Missing Persons" (3:36)
3. "Chagrin Boulevard" (4:23)
4. "Richard IX" (3:40)
5. "The Entertainer" (4:45)
6. "Electric Avenue" (4:57)
7. "Majik" (3:10)
8. "Distant Horizons" (3:58)
9. "Orient Express" (3:55)
10. "Auto-Tech" (5:21)

## Integrantes
- Annie Haslam - voz principal, coros
- Michael Dunford - guitarra acústica y eléctrica, coros
- Jon Camp - bajo eléctrico, guitarra eléctrica, coros.

Músicos invitados:
- Peter Gosling - teclados
- Eddie Hardin - teclados
- Nick Magnus - teclados
- Bimbo Acock - saxofón
- Dave Thomson - trompeta
- Peter Barron - batería
- Ian Mosley - batería